# The Amazing Race no Discovery Channel 2
 The Amazing Race no Discovery Channel 2 é a segunda edição de The Amazing Race no Discovery Channel, filmada na América Latina, o formato vem do reality show americano The Amazing Race. Conta com onze equipes de duas pessoas em uma corrida para ganhar o prêmio de US$ 250.000.
O guatemalteco Harris Whitbeck apresenta o reality pelo segundo ano (o qual é composto novamente de 13 capítulos de uma hora cada), porém, na produção geral saiu Darío Turolevski e entrou Leonardo Aranguibel. Com isso, a argentina RGB Entertainment foi substituída na realização pela venezulana Cinemat. Por outro lado, é mantida a produção associada com Disney Media Networks Latin America.
As inscrições foram aceitas de 13 de dezembro de 2009 a 8 de fevereiro de 2010. As entrevistas preliminares e o casting final foram feitos em segredo entre março e abril de 2010. De acordo com a página do Discovery Channel na internet, a corrida é patrocinada pela Nintendo, Samsung, Bridgestone e Visa, esses patrocinadores intoduzem seus produtos em algumas tarefas e sempre premiam a dupla vencedora de cada etapa. Ocorreu, porvavelmente após a corrida, o Desafio Wii, onde as equipes competiram entre si no jogo Wii Sports Resort.

## Resultados
| Time                  | Relacionamento | Posição (por trecho) | Posição (por trecho) | Posição (por trecho) | Posição (por trecho) | Posição (por trecho) | Posição (por trecho) | Posição (por trecho) | Posição (por trecho) | Posição (por trecho) | Posição (por trecho) | Posição (por trecho) | Posição (por trecho) | Posição (por trecho) | Obstáculos Realizados1   |
| Time                  | Relacionamento | Desafio Wii          | 1                    | 2                    | 3                    | 4                    | 5                    | 6                    | 7                    | 8                    | 9                    | 10                   | 11                   | 1215                 | Obstáculos Realizados1   |
| --------------------- | -------------- | -------------------- | -------------------- | -------------------- | -------------------- | -------------------- | -------------------- | -------------------- | -------------------- | -------------------- | -------------------- | -------------------- | -------------------- | -------------------- | ------------------------ |
| Mauricio & Carlos     | Irmãos         | Final                | 3º                   | 1º                   | 3º 7                 | 2°                   | 1º                   | 4º                   | 4º11                 | 3º12                 | 2°                   | 2°                   | 1°                   | 1º                   | Mauricio 5, Carlos 4     |
| Toño & Lily           | Casados        | Quartas-de-final     | 6º                   | 2º                   | 1º                   | 3°                   | 2º                   | 2º                   | 3º                   | 1º                   | 1°                   | 1°                   | 2°                   | 2º                   | Toño 5, Lili 3           |
| Aleandra & Marlene    | Amigas         | Quartas-de-final     | 8º ³                 | 5º                   | 7º                   | 7°                   | 7º                   | 7º                   | 7º                   | 5º                   | 3°                   | 3°                   | 3°                   | 3º                   | Aleandra 3, Marlene 6    |
| Guilherme & Vinícius  | Amigos         | Semifinal            | 7º ³                 | 7º                   | 6º                   | 5°                   | 3º                   | 5º                   | 6°                   | 2º                   | 5°                   | 4°                   | 4°                   |                      | Guilherme 2, Vinícius 7  |
| Esteban & Marisol     | Casados        | Quartas-de-final     | 9º4                  | 8º                   | 5º8                  | 4°                   | 6º10                 | 3º                   | 2º                   | 4º                   | 4°                   | 5°                   |                      |                      | Esteban 3, Marisol 3     |
| Marietta & José       | Namorados      | Semifinal            | 4º                   | 9º                   | 9°                   | 8°                   | 5º                   | 6º                   | 5º                   | 6º                   | 6º                   |                      |                      |                      | Marietta 3, José 4       |
| Edison J. & Edison M. | Pai e Filho    | Repescagem14         | 5º                   | 3º                   | 2º                   | 1°                   | 4º                   | 1º                   | 1º                   | 7º13                 |                      |                      |                      |                      | Edison J. 3, Edison M. 2 |
| Jelkin & Javier       | Noivos         | 1ª fase              | 1º                   | 6º                   | 8º                   | 6º                   | 8º                   | 8º                   |                      |                      |                      |                      |                      |                      | Jelkin 3, Javier 2       |
| Roger & Omar          | Amigos         | Quartas-de-final14   | 2º                   | 4º                   | 4º                   | 9º9                  |                      |                      |                      |                      |                      |                      |                      |                      | Roger 2, Omar 1          |
| Mauricio & Mariana²   | Irmãos         | 1ª fase              | 11º                  | 10º                  | 10º                  |                      |                      |                      |                      |                      |                      |                      |                      |                      | Mauricio 1, Mariana 1    |
| Susy & Stefany        | Mãe e Filha    | Final                | 11º5                 | 10º6                 |                      |                      |                      |                      |                      |                      |                      |                      |                      |                      | Susy 1, Stefany 0        |

Nota 1:  Só estão sendo contados os bloqueios exibidos.(Não se sabe quem das duplas Toño & Lily e Edison & Edison fez o obstáculo do trecho 1, e quem da dupla Esteban & Marisol fez os obstáculos dos trechos 1 e 3, e o obstáculo da etapa 2 não foi exibido)
Nota 2:  Mariana é chilena de nascimento mas mora em Petropolis-RJ, Brasil, faz 10 anos, e Mauricio mora no Chile mas  morou e estudou em São Paulo-SP, Brasil durabte 19 anos.

Nota 3:  Guilherme & Vinícius e Aleandra & Marlene chegaram em 2º e 5º respectivamente, mas receberam uma penalidade de 30 minutos porque fizeram o bloqueio juntos, deixando-os em 7º e 8º lugar respectivamente. 

Nota 4:  Esteban & Marisol chegaram em 7º, mas receberam uma penalidade de 30 minutos porque leram a pista do bloqueio sem decidir quem o faria, levando-os ao 9º lugar.

Nota 5:  Susy & Stefany chegaram em 10º, mas receberam uma penalidade de 15 minutos porque Susy leu a pista antes de se encontrar com Stefany. A penalidade não afetou sua posição.
Nota 6:  Susy & Stefany chegaram em 10º, mas receberam uma penalidade de 2 horas porque não terminaram a tarefa de comer os gallitos, levando-as ao 11º lugar, sendo assim eliminadas.
Nota 7:  Mauricio & Carlos chegaram inicialmente em 1º, porém foi imposta a eles uma multa de 30 minutos, porque ao fazer a tarefa dos contêineres abriram um sem estar autorizados, isso os fizeram cair ao 3º lugar.
Nota 8:  Esteban & Marisol chegaram em 5º, mas receberam uma penalidade de 30 minutos por terem feito a tarefa dos contêineres separados, a penalidade não afetou sua posição final.
Nota 9:  Roger e Omar chegaram em 7º, mas receberam uma penalidade de 4 horas por duas infrações. Uma foi se separarem no aeroporto, e a outra foi tentar telefonar para alguém de fora do programa. Isso os fez cair ao 9º lugar, sendo eliminados.
Nota 10: Estaban & Marisol chegaram em 6º, porém receberam uma penalidade de 30 minutos pois Estaban ajudou Marisol no obstáculo. Isso, contudo, não alterou sua colocação.
Nota 11:  Mauricio perdeu seu passaporte na etapa 6. Enquanto as equipes largavam na etapa 7, Mauricio tentava obter um passaporte novo, só podendo continuar a corrida após recebê-lo. Assim, Carlos e Mauricio só puderam proceder até a pista seguinte no 6º lugar.
Nota 12:  Mauricio & Carlos chegaram em 3º, porém receberam um penalidade de 30 minutos por terem ido de táxi e não de bonde até a Oficina do Getúlio. Essa penalidade, porém, não afetou sua colocação.
Nota 13: Edison & Edison chegaram originalmente em 5º, porém receberam um penalidade de 30 minutos por terem ido de táxi e não de bonde até a Oficina do Getúlio. Durante esse tempo, todos os outros times fizeram o check-in, o que resultou na queda do time ao último lugar, e sua eliminação.
Nota 14: Edison & Edison e Roger & Omar empataram na 1ª fase do desafio Wii. Eles disputaram uma repescagem para saber quem passaria para as quartas-de-final. Roger e Omar venceram e avançaram.
Nota 15: O trecho 12 foi um trecho duplo, com dois desvios e dois bloqueios, exibido em 2 episódios.

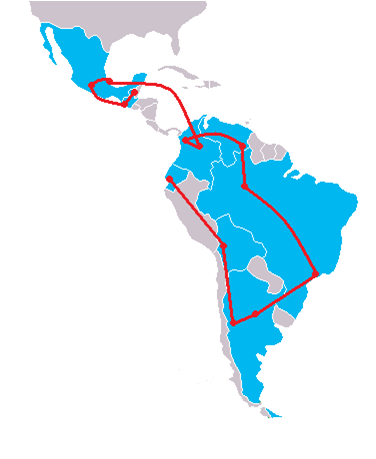
Mapa das etapas

- Vermelho significa que o time foi eliminado.
- Verde significa que o time conquistou o Passe Livre.
- Azul significa que o time chegou no pit stop em último em um trecho não eliminatório e teve que realizar uma multa (tarefa adicional) no trecho seguinte.
- Um > laranja significa que o time usou o passe de espera. Um < significa que o time recebeu o passe de espera. Um <> significa que o trecho teve um passe de espera, mas ele não foi utilizado.
- Um » marrom significa que o time usou o retorno. Um « significa que o time foi retornado. Um «» significa que o trecho teve um retorno, mas ele não foi utilizado
- Itálico na coluna Desafio Wii significa que o time ainda está disputando o Desafio.

## Resumo da Corrida
```
       
 Viaje em Avião 
 
 
 Viaje em Trem ou Metrô 
 
 
 Viaje em Barco 
 
 
 
 Viaje em ônibus 
 
 
 
 
Parada
 
 
 
 
 
Desvio
 
 
 
 
            
 
Bloqueio
 
 
 
 
Avanço/Passe Livre
 
 
 
 
Alto/Passe de Espera
 
 
 
 
 
Retorno
 
 
 
 
Multa
 
 
 
 
Intercessão
```

### Etapa 1 (Guatemala)

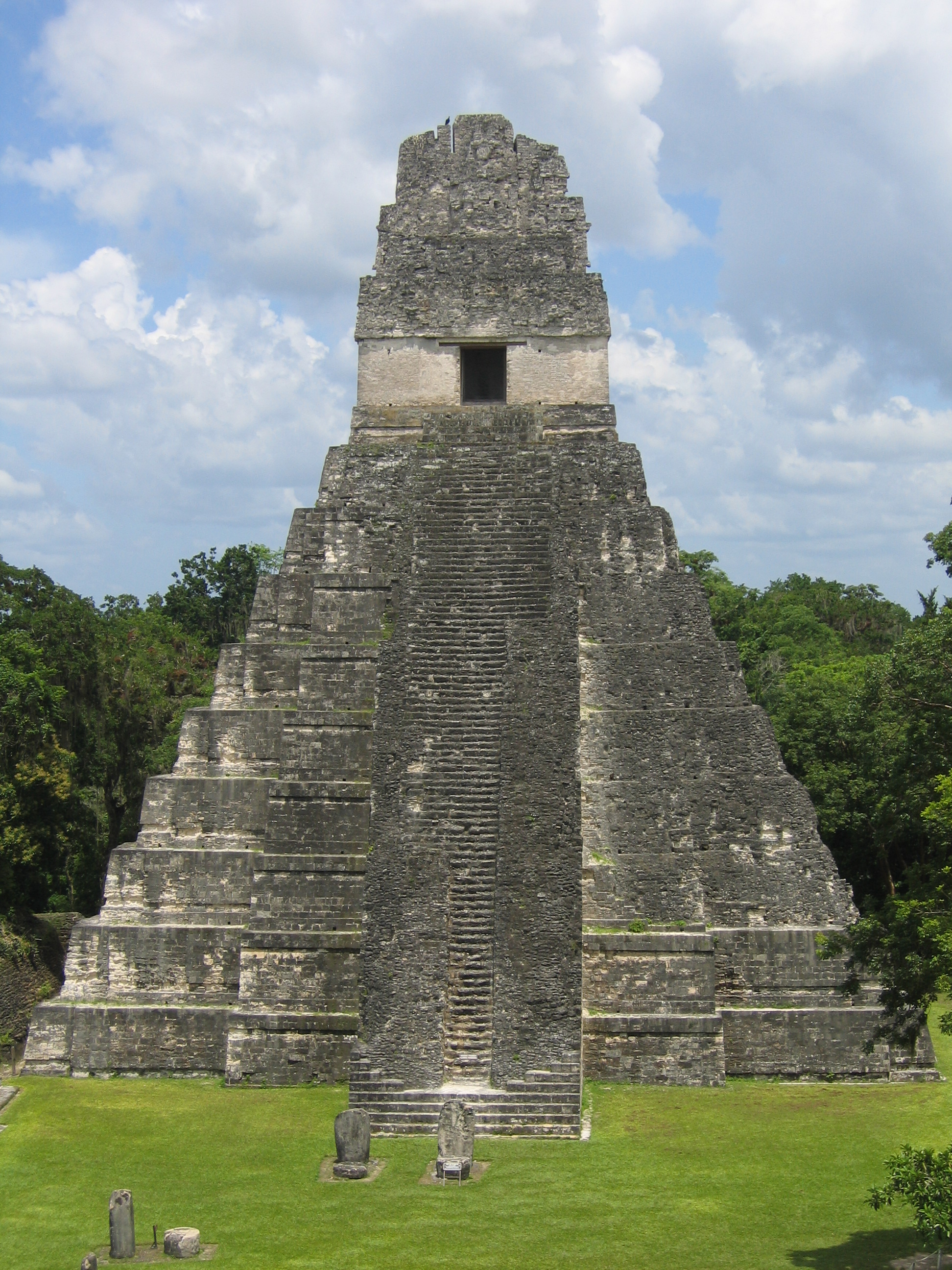
O Templo II de Tikal foi o começo desta temporada

- El Petén, Guatemala  (Parque Nacional Tikal) - Ponto de Partida
- Flores (Aeroporto Internacional Mundo Maya) a Cidade da Guatemala (Aeroporto Internacional La Aurora)
- Cidade da Guatemala a Antigua
- Antigua (Convento de Santa Catalina)
- Antigua (Hotel Real)
- Antigua (Catedral de San José)
- Antigua a Chichicastenango
- Chichicastenango (Mercado de Chichicastenango)

- Panajachel (Cais de Panajachel)
- Panajachel (Hotel Atitlán)

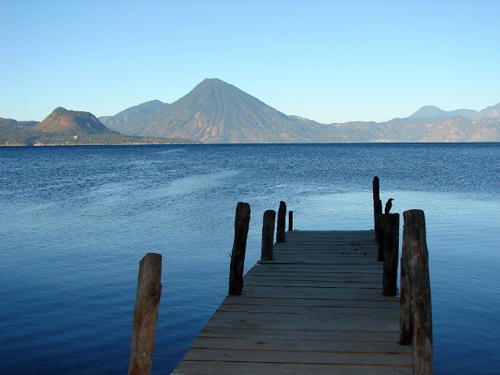
Cais de Panajachel.

- No Desvio, as duplas deveriam escolher entre Pelas mãos ou Pelos pés. Em Pelas Mãos, as equipes tiveram que lavar roupa suja em pias comunitárias nas proximidades da Catedral de San José. Em Pelos Pés, a única equipe que a escolheu, Susy & Stefany, teve que elaborar um tapete de sal no Convento de Santa Catalina.

Tarefas Adicionais
- No Parque Nacional Tikal, as duplas tiveram que encontrar quatro escrituras maias que representam os quatro elementos.
- No mercado de Chichicastenango, as equipes buscaram um casal vestido com os trajes típicos que estavam na foto que lhes foram entregues.

### Etapa 2 (Guatemala → México)

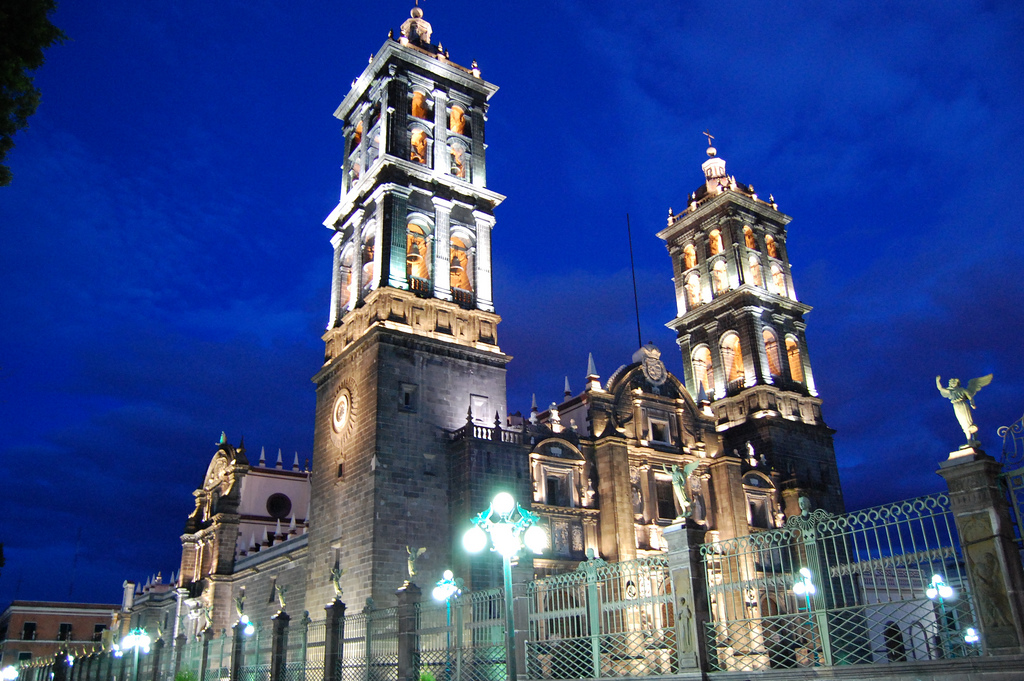
Catedral de Puebla, a última igreja que deviam encontrar numa das tarefas.

- Panajachel (Reserva Natural de Atitlán)
- Cidade da Guatemala (Aeroporto Internacional La Aurora) a Cidade do México, México  (Aeroporto Internacional da Cidade do México)
- Cidade do México a Puebla
- Puebla (Fonda de Santa Clara)
- Puebla (Instituto de Artesanatos)
- Puebla (Doceria La Central)

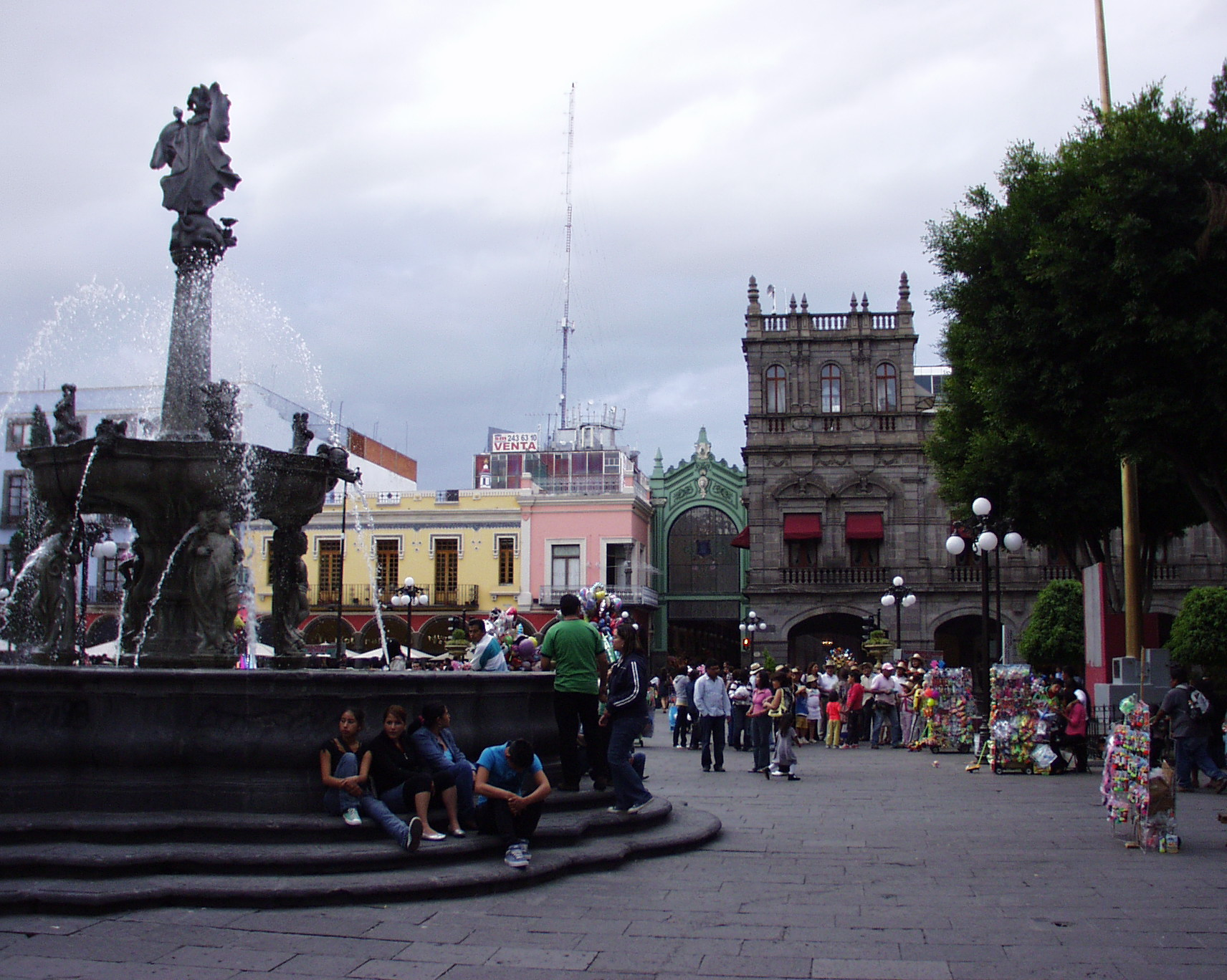
Centro Histórico de Puebla.

- Puebla (Centro Histórico de Puebla)
- Puebla (Zoológico "Africam Safari")

- No Desvio, as duplas deveriam escolher entre Pratos ou Porrada. Em Pratos, as duplas deveriam adivinhar a identidade de um herói mexicano com a pista "Na sua infância o apontaram como um animal astuto e travesso" (Miguel Hidalgo), depois deveriam ir ao mercado de artesanatos El Parián, comprar pratos de xícaras, cada prato com uma letra, e formar o nome. Em Porrada, as duplas deveriam revelar a identidade de outro herói mexicano com a pista "Este tinha uma cicatriz visível no nariz" (José María Morelos), depois deveriam dirigir-se ao Bairro dos Artistas onde teriam que abrir com golpes uma piñata, da qual sairiam várias letras para formar o nome do herói. Na Multa, Mauricio & Mariana tiveram que confeccionar papel picado, um produto artesanal ornamental de papel popular no México. No Obstáculo, que não foi ao ar, um membro de cada equipe tinha um minuto para pegar a pista dee uma tigela cheia de baratas de Madagascar. Ao concluírem a tarefa, podiam ir até o Pit Stop.

Tarefas adicionais
- Na Reserva Natural de Atiltán, as duplas deslizaram por uma tirolesa de 1500 m.
- Na Fonda Santa Clara, as duplas elaboraram mole poblano (molho apimentado popular em Puebla) utilizando un moedor de pedra.
- Na Doceria La Central, as equipes pegaram doces tradicionais conhecidos como "gallitos" (galinhos) para vender na "Senda de la Mujer". Quando acabassem de vender os doces, as duplas voltariam a doceria e comeriam uma bandeja repleta de doces, sendo 6 "gallitos" e um "gallo" para cada um .
- Em Puebla, as duplas tiveram que buscar sete igrejas - Templo de San Jerónimo (Templo de São Jerônimo), Templo de la Inmaculada Concepción de María (Templo da Imaculada Conceição), Templo de Santo Domingo (Templo de São Domingos), Templo del Niño Cieguito (Templo do Menino Cego), Templo de la Compañía (Templo do Espírito Santo), Templo de San Cristóbal (Templo de São Cristóvão), e a Catedral de Puebla - obtendo um carimbo de uma autoridade da igreja em cada uma. Terminada a tarefa, deveriam dirigir-se à Praça Zócalo de Puebla e encontrar a próxima pista.
- Na Praça Zócalo de Puebla, as equipes usaram um laptop fornecido pelo Discovery e conectou-lhe a Internet mediante um dispositivo 3G da Telcel. Conectadas na Internet, as duplas deviam encontrar na página do Discovery Channel a pista do desvio.

### Etapa 3 (México)

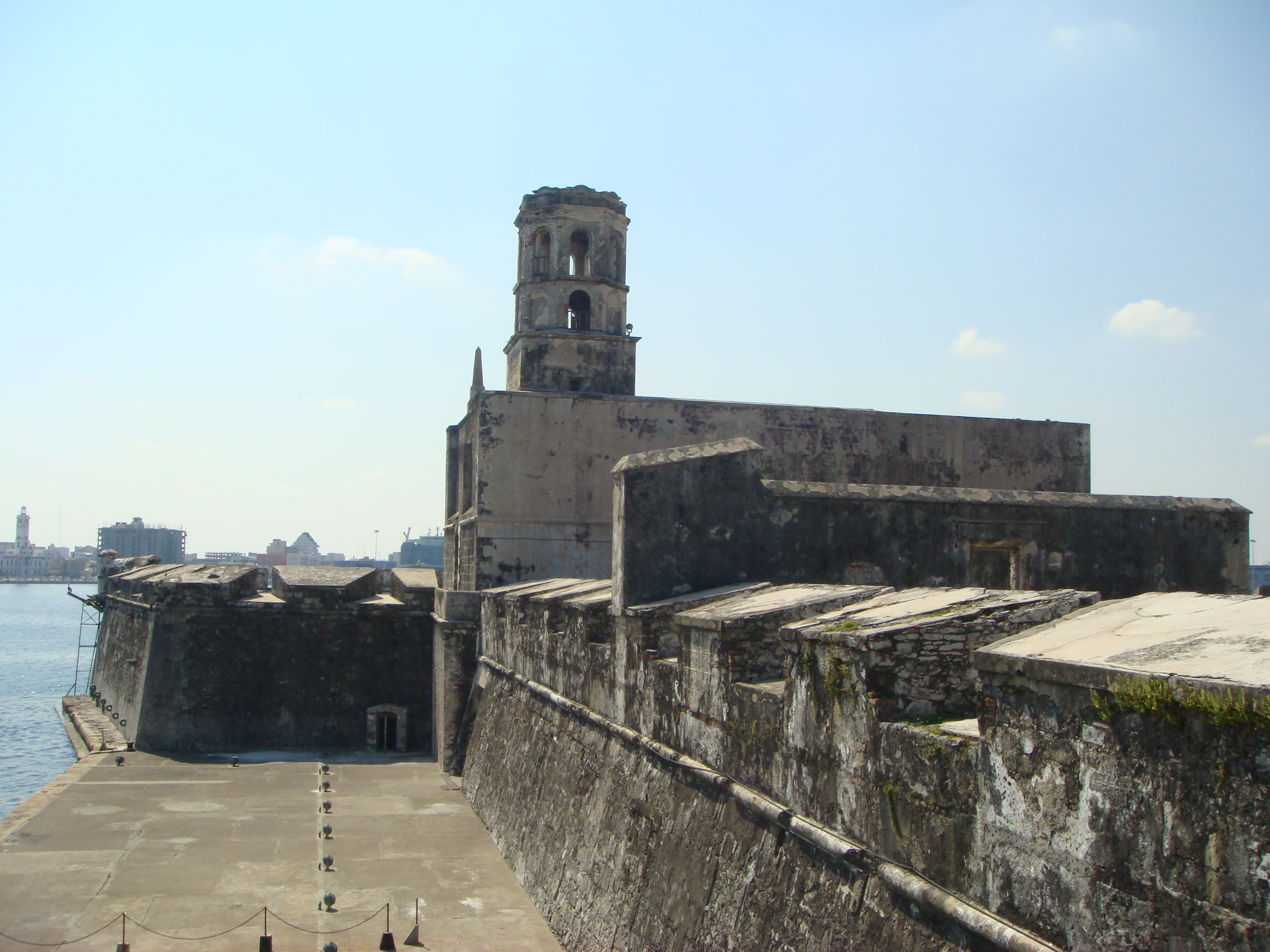
Forte de San Juan de Ulúa.

- Puebla (Forte de Loreto y Guadalupe)
- Puebla a Veracruz
- Veracruz (Gran Café del Portal)
- Veracruz (Terminal de Contêineres)
- Boca del Río (Monumento dos Valores Citadinos)
- Veracruz (Praça de la Campana)
- Veracruz (Forte de San Juan de Ulúa)
- Praia de Chachalacas
- El Tajín (Pirâmide de los Niches)

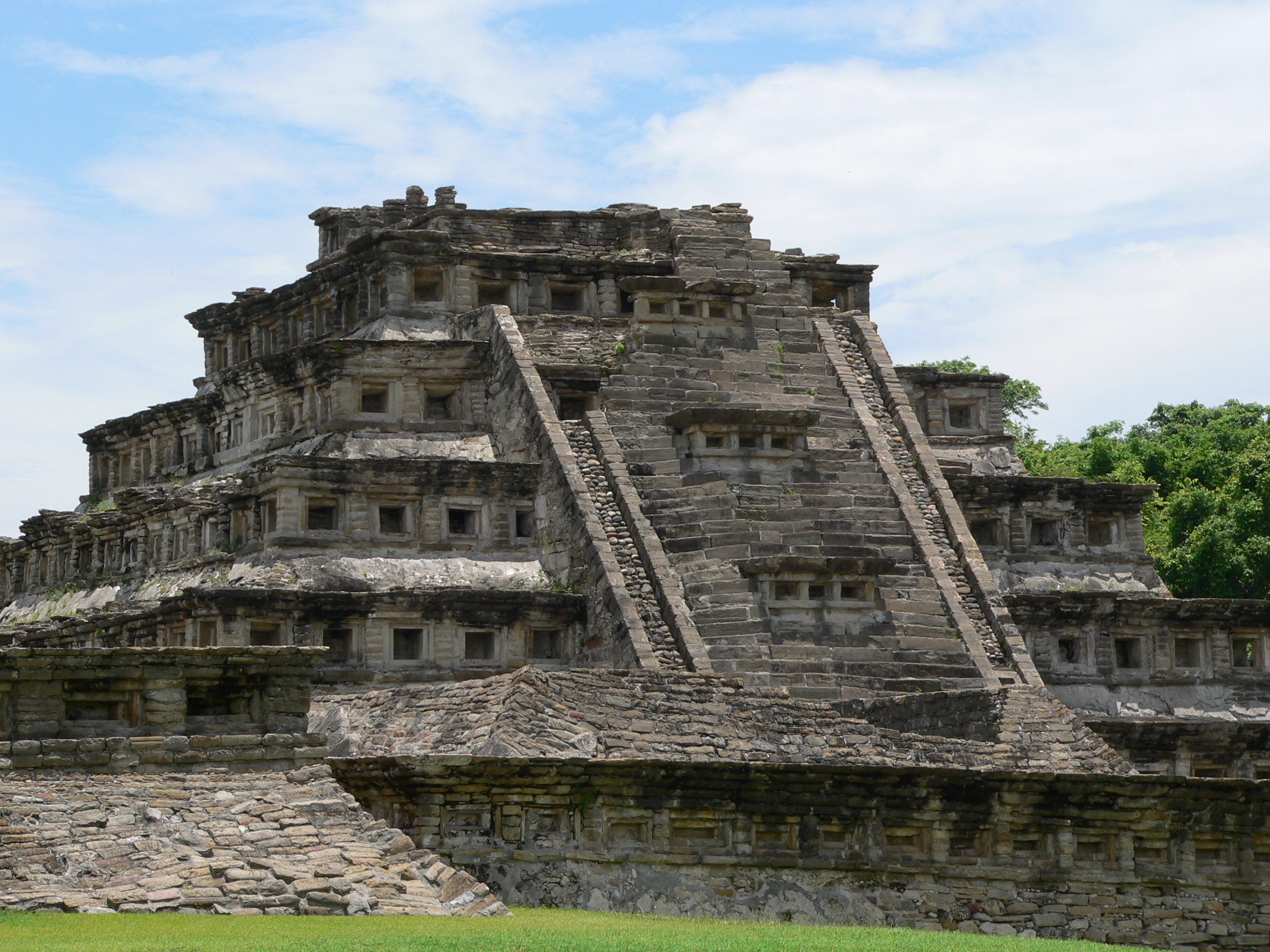
A Pirâmide de los Niches foi a parada desta etapa da corrida.

- No Desvio, as duplas escolheram entre Coração Contente ou Seco e Destemido. Em Coração Contente, os dois integrantes das equipes deveriam comer juntos 14 torradas mexicanas com um chili apimentado. Em Seco e Destemido, as duplas deveriam fazer sandboard por uma duna sem cair.

Tarefas Adicionais
- No Gran Café del Portal, as duplas tinham que servir 33 xícaras de café com leite seguindo a técnica utilizada pelos garçons da cafeteria.
- No Terminal de Contêineres, as equpes tinham que somar juntos os números localizados em cada contêiner até encontrar o resultado que lhes foram entregues na pista.
- No Monumento dos Valores Citadinos, as duplas deveriam resolver um quebra-cabeça até formar os quatro valores representados no monumento.
- Na Praça de la Campana, um integrante da dupla dançou com um integrante do sexo oposto que estava na praça até encontrar aquele com seu número, e consequentemente, sua pista.
- No Forte de San Juan de Ulúa, as duplas deveriam subir até o ponto mais alto do forte por seus próprios meios para obter a próxima pista.

### Etapa 4 (México → Colômbia)

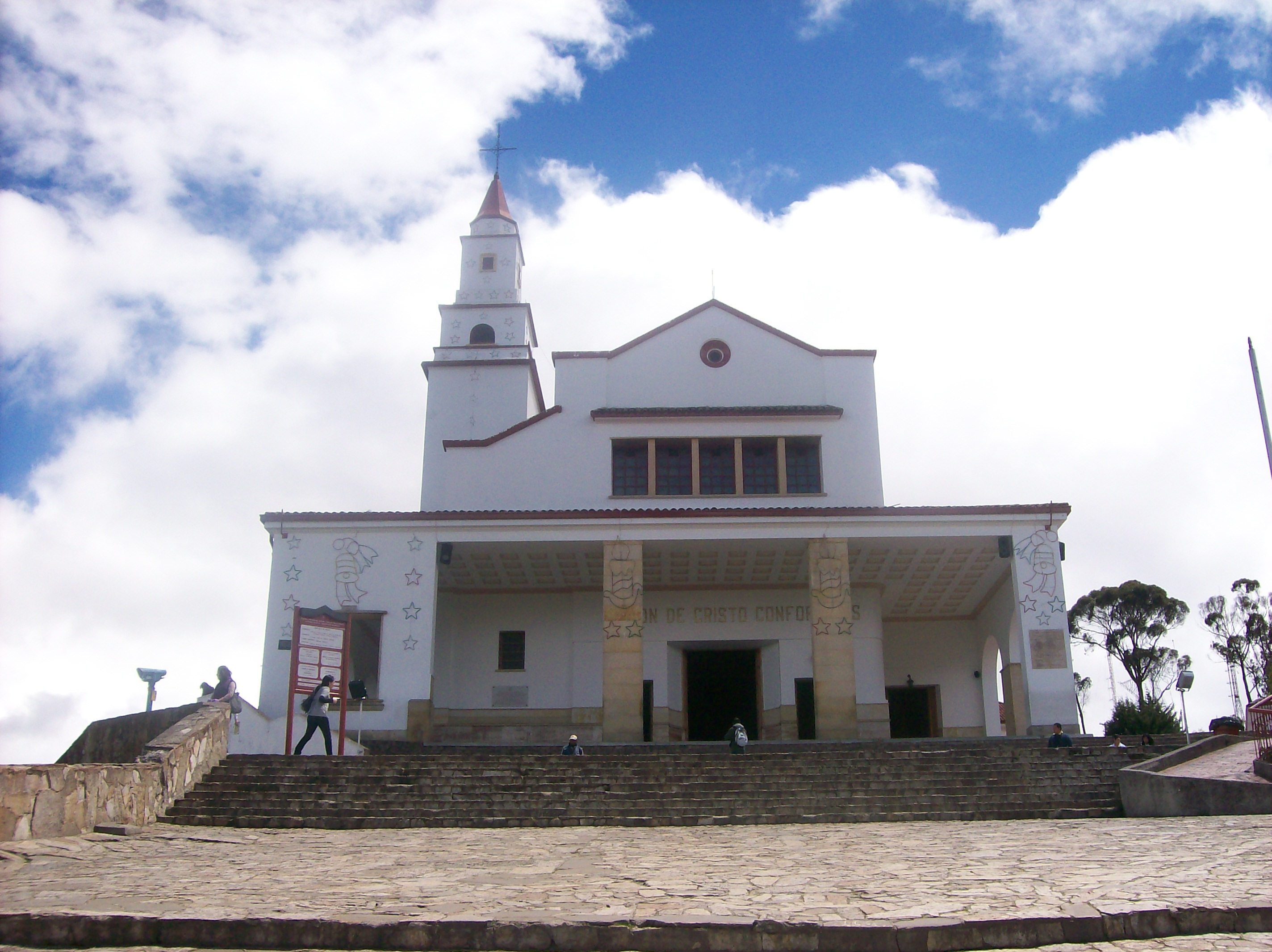
Basílica del Señor de Monserrate.

- Veracruz, México (Aeroporto Internacional General Heriberto Jara) a Cidade do México, México (Aeroporto Internacional da Cidade do México)
- Cidade do México, México (Aeroporto Internacional da Cidade do México) a Bogotá, Colômbia  (Aeroporto Internacional El Dorado)
- Bogotá (Armazém Nazaret)
- Monserrate (Funicular do Morro de Monserrate)
- Monserrate (Basílica del Señor de Monserrate)
- Raquira (Praça Principal de Raquira)
- Raquira (Fábrica de Artesanatos "Todo Raquira")
- Villa de Leyva (Granja de Avestruzes "Via Santa Sofia")

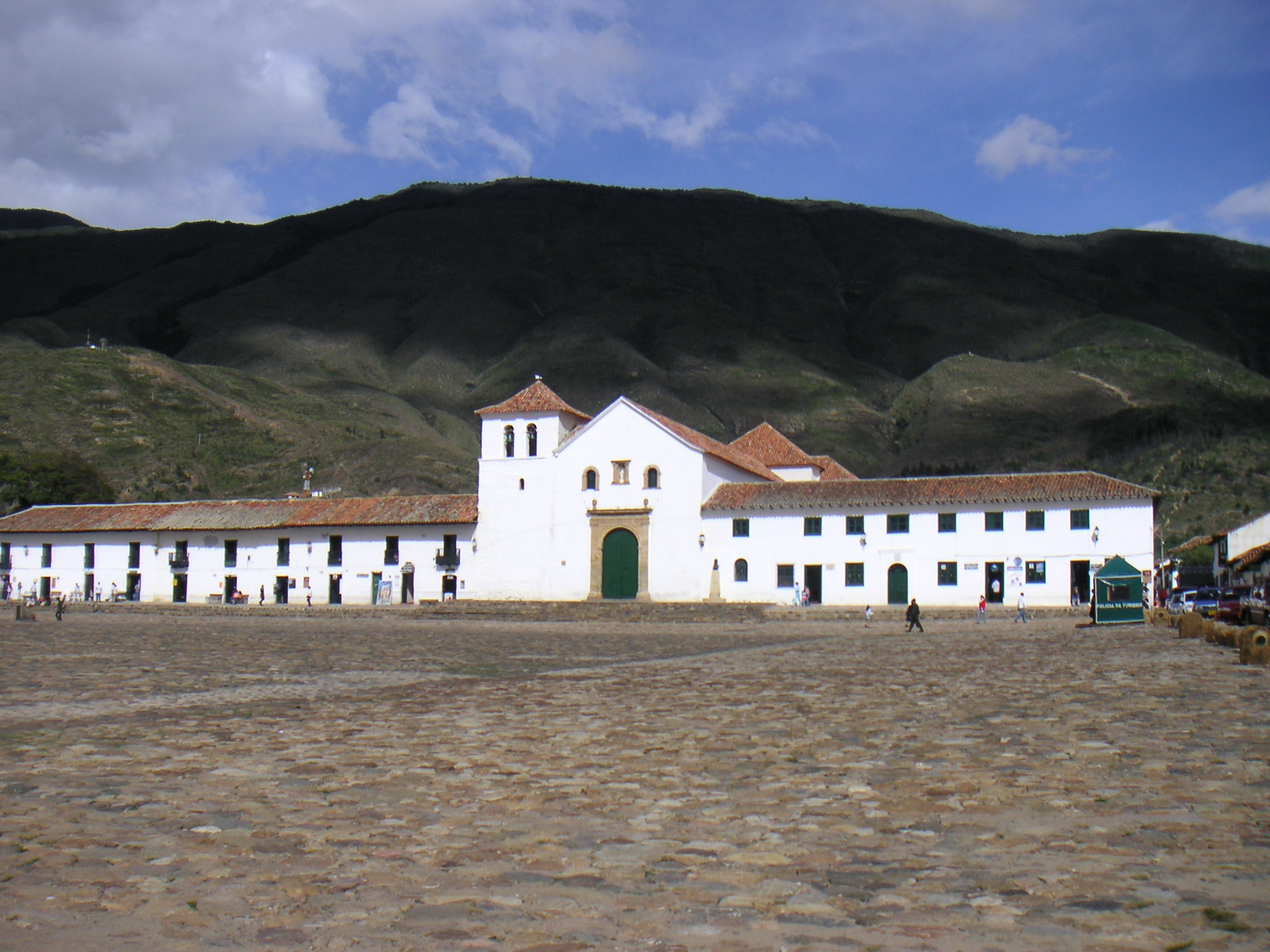
A Praça Central de Villa de Leyva foi a parada desta etapa da corrida.

- Moniquira (Quadra de vôlei)
- Villa de Leyva (Praça Central de Villa de Leyva)

- No Desvio, as duplas escolheram entre Cercar ou Procurar. Em Cercar, a dupla tinha que levar três avestruzes para um curral sem tocá-los ou assustá-los. Em Procurar, a dupla tinha que encontrar dois ovos de avestuzes pintados na mesma cor. Na Intercessão, uma dupla tinha que jogar vôlei com outra. A dupla que fizesse 5 pontos, ganhava o jogo e a pista. A dupla perdedora devia esperar outra equipe para jogar. A última equipe que restasse esperaria 15 minutos para receber a pista.

Tarefas Adicionais
- No Armazém Nazaret, as equipes deveriam comprar 8 velas com seus respectivos pratinhos de cerâmica, dirigir-se a pé até o funicular do Morro de Montserrate em rumo à Basílica del Señor de Monserrate. Lá, as equipes deviam acender as velas nas escadarias da Basílica, supervisadas por uma irmã.
- Na Fábrica de Artesanatos Todo Ráquira, um integrante da equipe devia fazer um vaso de barro supervisionado por um empregado da fábrica.

### Etapa 5 (Colômbia)
- Bogotá (Aeroporto Internacional El Dorado) a Medellín (Aeroporto Internacional José María Córdova)
- Medellín (Parque de los Pies Descalzos)
- Medellín (Praça Cisneros)
- Medellín (Estação San Antonio) a (Estação Hospital).
- Medellín (Parque de la República)
- Medellín (Estação Hospital) a (Estação Parque Berrío)
- Medellín (Museu de Antioquia)
- Medellín (Metrocable)
- Medellín (Biblioteca España)
- Medellín (Parque Explora)
- Medellín (Fábrica Têxtil El Globo)
- Medellín (Parque de las Banderas)

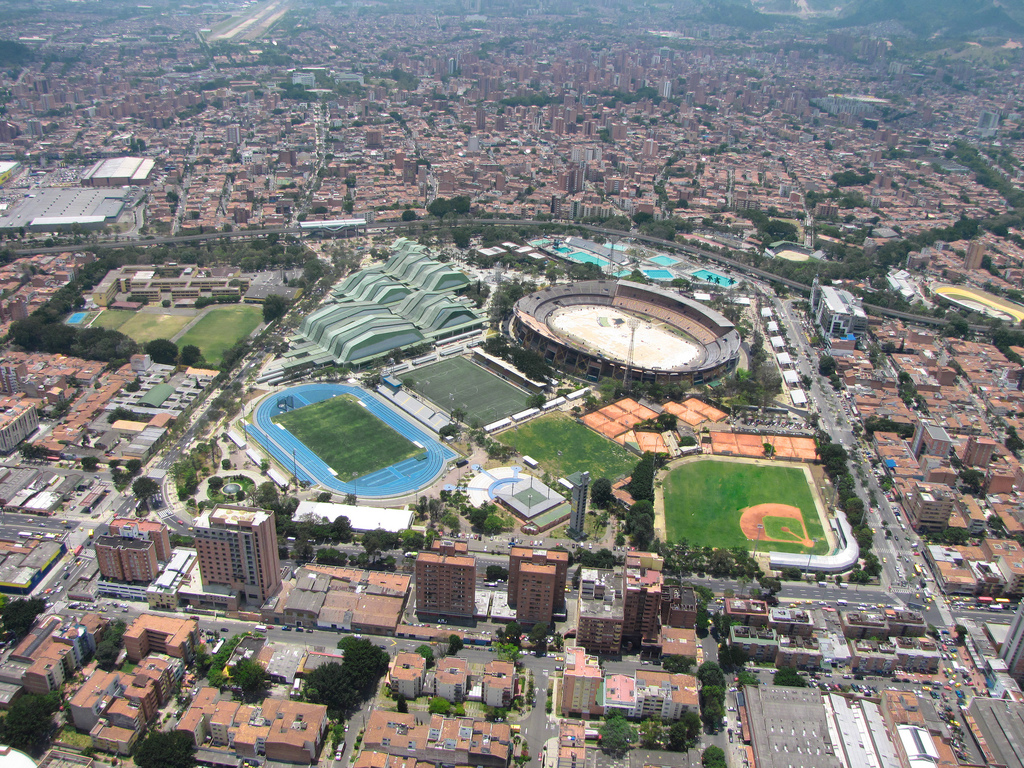
O Parque de las Banderas foi a parada desta etapa da corrida.

- No Desvio, as duplas escolheram entre Etiquetar ou Virar do Avesso. Em Etiquetar, eles teriam que dobrar, etiquetar e embalar cem camisetas. Em Virar do Avesso, as equipes tinham que desvirar cento e cinquenta bolsos de calças, de acordo com as instruções recebidas.

Tarefas Adicionais
- Na Praça Cisneros, eles deviam contar o número de postes luminosos na praça (300), para não se perderem, eles podiam colar adesivos coloridos em cada poste.
- No Parque de la República, um participante devia elaborar uma coroa de flores, levá-la nas costas até o cemitério San Pedro, onde está a placa em homenagem ao “rei do tango” Carlos Gardel.
- No Museu de Antioquia, as duplas deviam levar os livros que estavam debaixo de sua pista no salão de Fernando Botero à Biblioteca España.
- No Parque Explora, as duplas deveriam ver uma animação digital do peixe anjo rainha, depois identificar uma espécie da mesma família no aquário. Quando encontrasse, eles deviam dizer o número do tanque e o nome científico a um mergulhador.

### Etapa 6 (Colômbia → Venezuela)

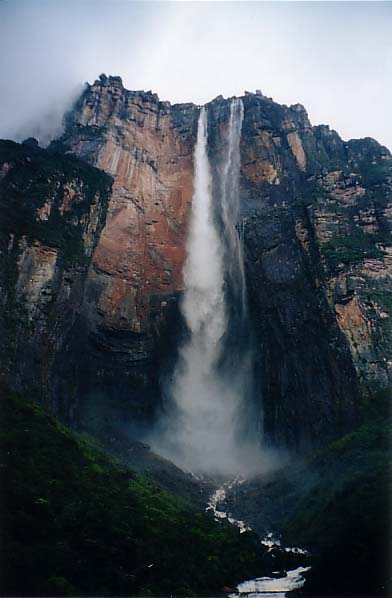
Salto Ángel, dentro do Parque Nacional Canaima, a maior queda d'água do mundo.

- Medellín (Complexo Aquático Atanásio Girardot)
- Medellín, Colômbia (Aeroporto Internacional José María Córdova) a Canaima, Venezuela  (Aeroporto do Parque Nacional Canaima)
- Canaima (Wakü Lodge)
- Canaima (Porto Ucaima)
- Canaima (Ilha Anatoly)
- Canaima (Salto el Hacha)
- Canaima (Praia El Salto del Sapo)
- Canaima (Salto Ucaima)
- Canaima (Mayupa)

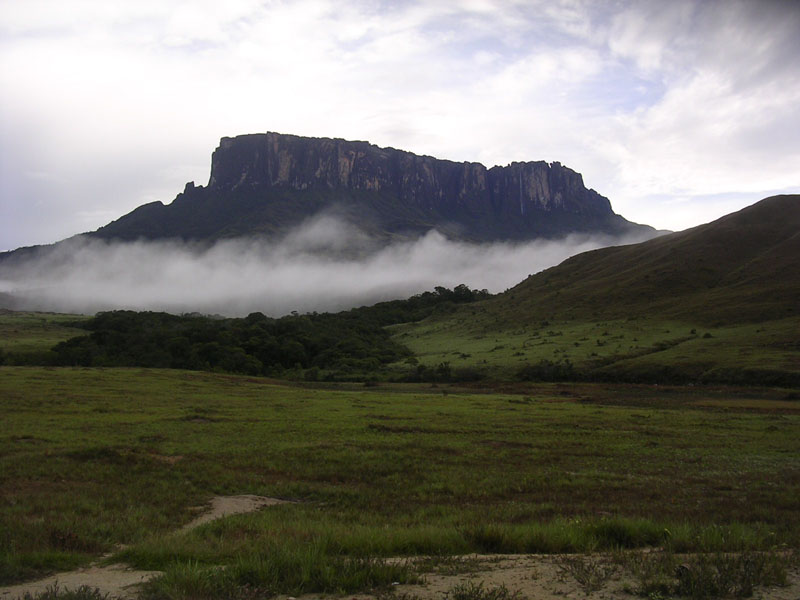
Mayupa, mirante de tepuyes (mesetas), foi a parada desta etapa da corrida.

- No Desvio, as duplas escolheram entre Nadar com os Pés ou Salto Sincronizado. Em Nadar com os Pés, cada participante devia nadar ida e volta usando somente a força dos pés ao longo da piscina olímpica, obedecendo um instrutor de fortalecimento abdominal. Em Salto Sincronizado, os participantes deviam saltar de um trampolim de maneira sincronizada, um profissional supervisionaria o trabalho. No Avance Rápido, a dupla que o recebesse, deveria ir ao Salto el Hacha, lá, o integrante que tinha o cabelo mais comprido, devia cortar seu cabelo e se vestir como um índio pemón. Na Multa, Jelkin & Javier deviam viajar em um caminhão até o porto Ucayma, reparar uma curiara, depois, empurrar outra curiara e pôr-la na água.

Tarefas Adicionais
- Em Wakü Lodge, cada participante devia transportar mandioca em uma wayare por um caminho de troncos, depois disso, deveriam  ralar a mandioca.
- Na Ilha Anatoly, cada participante tinha que lançar três dardos com uma zarabatana num mesmo mamão.
- No Salto Ucaima, um integrante devia comer algumas saúvas e beber cachiri (mandioca fermentada).

### Etapa 7 (Venezuela → Brasil)

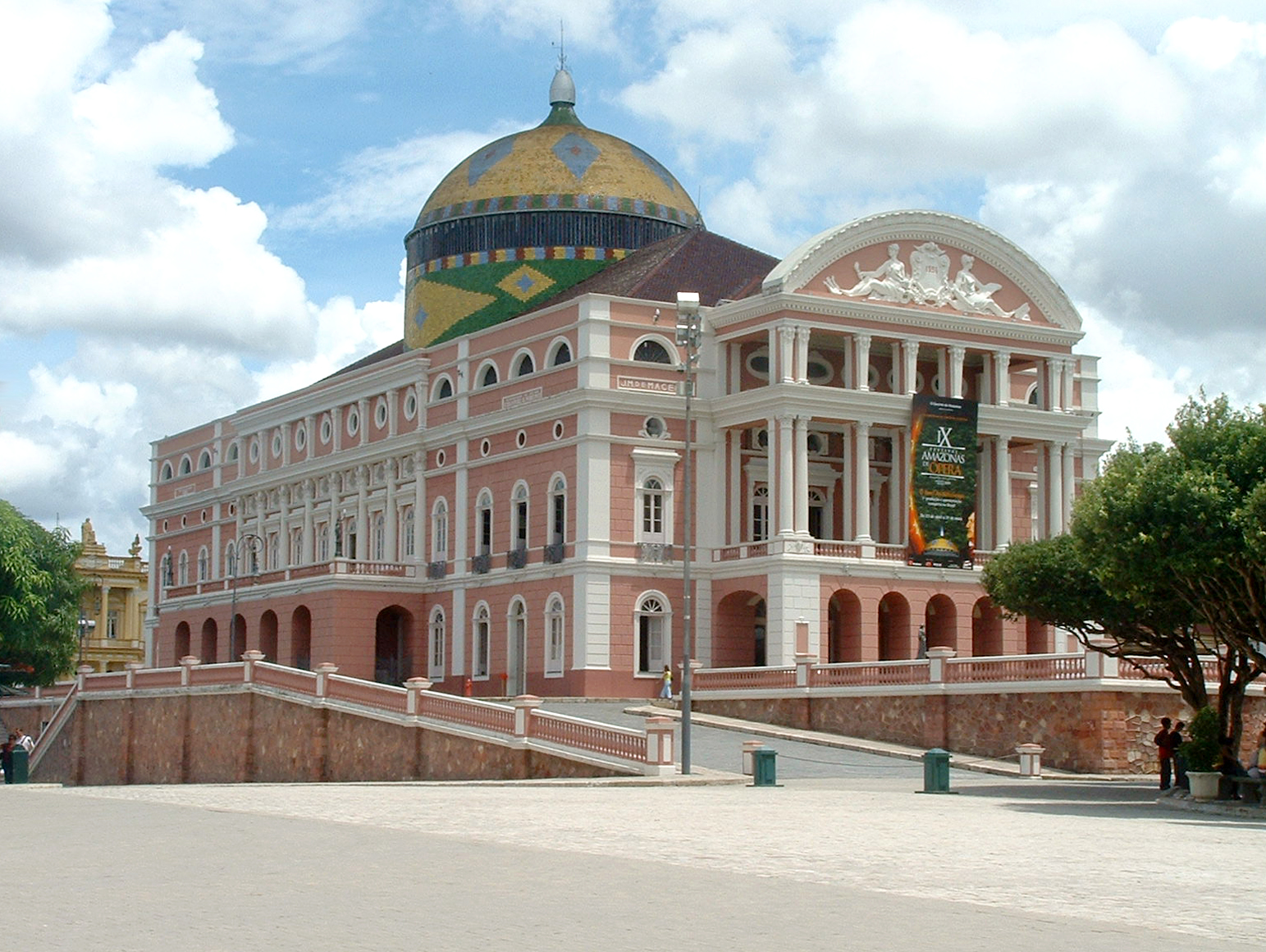
As equipes visitaram o Teatro Amazonas durante esta etapa.

- Canaima, Venezuela (Aeroporto de Canaima) a Manaus, Amazonas, Brasil  (Aeroporto Internacional de Manaus)
- Manaus (Mercado Municipal de Manaus e Porto de Manaus)
- Manaus (Teatro Amazonas)
- Manaus (Parque Municipal do Mindu)
- Manaus (Centro de Instrução de Guerra na Selva)
- Manaus (Ponte de Manaus[2])
- Manaus (Cais do Tropical Hotel[3])

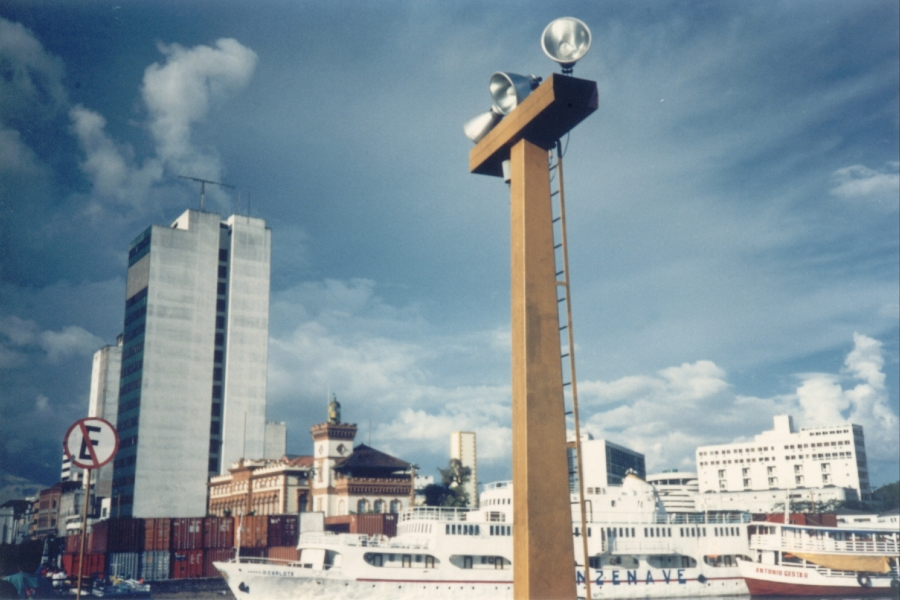
O porto de Manaus foi onde se realizou parte do obstáculo.

- No Desvio, as equipes escolheram entre Treinar ou Localizar. Em Treinar, eles deveriam realizar um trenamento que consistia em corda, pular um muro e rapel. Em Localizar, as duplas tinham que utilizar uma bússola e coordenadas específicas para encontrar três bandeiras dentro de uma mata.

Tarefas Adicionais
- No Mercado Municipal e no Porto, um integrante de equipe levou cinco melancias do cais sinalizado até à banca do Sr. Orlando, nº 7.
- No Teatro Amazonas, as duplas deveriam identificar qual das quatro estações de Vivaldi interpreta a ópera, se errassem teriam que escutar uma nova estação completa até acertar.
- No Parque Municipal do Mindu, os participantes plantaram cinco árvores.
- Na Ponte de Manaus, eles deviam calcular quanto concreto se necessita para terminar a construção da ponte, 27.181,5 t.

### Etapa 8 (Brasil)

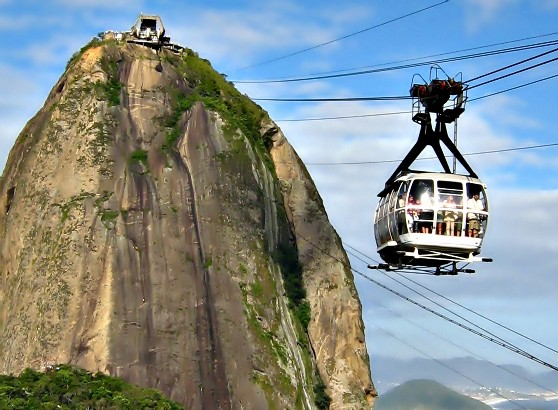
Bondinho do Pão de Açúcar.

- Manaus, Amazonas, (Aeroporto Internacional de Manaus) a Rio de Janeiro, Rio de Janeiro, (Aeroporto Santos Dumont)
- Rio de Janeiro (Hotel Copacabana Sol[4])
- Rio de Janeiro (Churrascaria Porcão)
- Rio de Janeiro (Bondinho do Pão de Açúcar)
- Rio de Janeiro (Iate Clube do Rio de Janeiro)
- Rio de Janeiro (Praia de São Conrado)
- Rio de Janeiro (Pedra Bonita)
- Rio de Janeiro (Hotel Copacabana Palace)
- Rio de Janeiro (Estação Cardeal Arcoverde) a (Estação Carioca).
- Rio de Janeiro (Lapa) a (Santa Teresa).
- Rio de Janeiro (Cidade do Samba)
- Rio de Janeiro (Praça XV) a Niterói (Praça Arariboia)
- Niterói (Praça Arariboia) ao (Museu de Arte Contemporânea de Niterói)

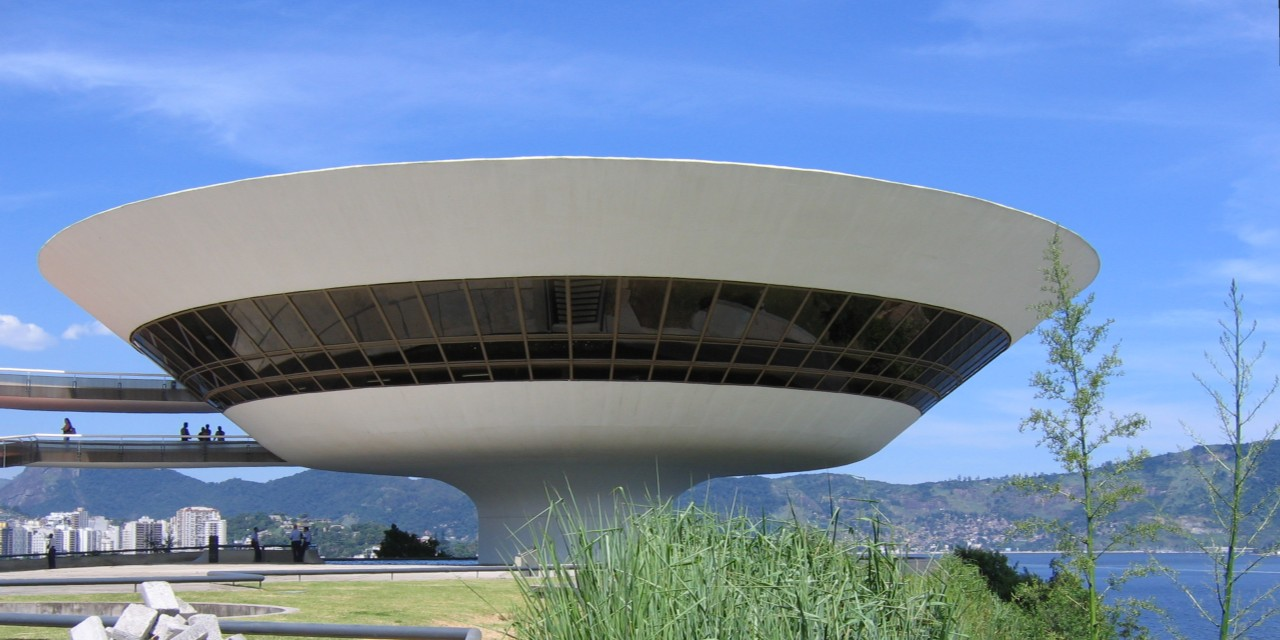
Museu de Arte Contemporânea de Niterói, a parada desta etapa da corrida.

- Na Multa, Aleandra & Marlene foram à churrascaria Porcão, onde lavaram, enxugaram e organizaram pratos sujos. No Desvio, as equipes foram ao barracão da Mocidade Independente de Padre Miguel, lá escolheram entre Com Ritmo ou Fantasia. Em Com Ritmo, eles deveriam utilizar instrumentos musicais de uma bateria de escola de samba durante cinco minutos mantendo o mesmo ritmo. Em Fantasia, as duplas tinham que montar os adereços coloridos das fantasias de carnaval.

Tarefas Adicionais
- No Pão de Açúcar, as equipes tiveram que achar um veleiro com a marca "Go Visa", quando achassem, o mostraria à mulher com a camiseta da Visa.
- No Iate Clube, as duplas deveriam remar até o veleiro que eles avistaram do Pão de Açúcar, lá um velejador entregaria a próxima pista.
- Na Pedra Bonita, um participante saltou de asa delta até a praia, na praia, o instrutor entregaria a pista.
- Na Praia de Copacabana, os participantes deviam limpar a areia com um ancinho, tirando as tampas das garrafas e guardando-as para próximas tarefas, após limpar, deveriam montar dez guarda-sóis na areia.
- Em Santa Teresa, as duplas deveriam encontrar o Sr. Getúlio no Largo dos Guimarães, ele daria madeira para construir um banco, as equipes deviam revestir esse banco com as tampinhas das garrafas, que eles trouxeram da praia.